# Skrjabinodon poicilandri
Skrjabinodon poicilandri är en rundmaskart som beskrevs av Geoffrey Clough Ainsworth 1990. Skrjabinodon poicilandri ingår i släktet Skrjabinodon och familjen Pharyngodonidae. Inga underarter finns listade i Catalogue of Life.